# كيتلين غراي
كيتلين غراي (بالإنجليزية: Katelyn Gray)‏ هي مجدفة أسترالية، ولدت في 3 سبتمبر 1985.

## وصلات خارجية
- كيتلين غراي على موقع الاتحاد الدولي للتجديف (الإنجليزية)